# Eurycotis nigra
Eurycotis nigra är en kackerlacksart som beskrevs av Karlis Princis 1952. Eurycotis nigra ingår i släktet Eurycotis och familjen storkackerlackor.
Artens utbredningsområde är Venezuela. Inga underarter finns listade i Catalogue of Life.